# Ti (album)
Ti, je peti album hrvatske pjevačice Maje Blagdan izdan 2000.
Sadrži 10 pjesama:
1. Kad žena plaća (4:07)
 
2. U kraju mome (3:42)
 
3. Kakav si takav si (3:27)

4. Ja oprostila sam sve (4:18)

5. Tražiš me (3:10)
 
6. Morala sam morala (3:56)
 
7. Što će mi život (3:06)
 
8. Ti (4:14)
 
9. Ja odlazim (3:37)
 
10. Ostani (3:09).